# Zenica
Zenica város Bosznia-Hercegovina középső részén található. Zenica-Doboj kanton székhelye. Lakosainak száma 73 751 fő (2013). Városi rangját IV. Béla magyar királytól kapta 1244-ben.

## Fekvése
- A város a Zenica-Doboj kantonban, a Boszna folyó völgyében terül el. A folyó a város közepén szép kanyarulatot ír le.

## Története
Zenica városi része különböző történelmi korokban alakult ki, időrendben a neolit, az illír, a római, a Bistua Nuova korában. A legjelentősebb régészeti lelet (II-IV. századból) egy korai keresztény kettős bazilika romjai. A középkorban Bosznia politikai függetlensége szorosan összefonódott Zenicával. A közeli Vranduk város, a bosnyák királyok székhelye volt.
A török uralom ideje alatt (1463-1878) a kereskedelmi útvonal irányának megváltozása határozta meg a város szerepét, így Zenicában számos mecsetet (Ahmed szultán, Osman Celebi, Sejmen, Jalija), érdekes sírhelyeket, karavánszerájt stb. építettek.
Egy 1697-ből származó útleírásban Zenicát a Nílus Deltájához hasonlították, ahol dinnyék teremnek. Feltételezik, hogy Zenica lakosainak száma a meghatározó bosnyák etnikai csoporttal kb. 2.000 fő volt. A szerbeket és horvátokat a történelmi források a 18. század végén, míg a zsidókat a 19. században említik. Savoyai Jenő 1697-es támadását és pusztítását követően a stabilizáció korszaka jött, amelynek során megteremtődtek az adminisztráció, a városiasodás, az üzleti élet és a topográfia feltételei, és létrejött egy városias központ. A 20. század elején nagy fellendülés volt tapasztalható.

## Sportélet
A város labdarúgócsapata a Celik. Az egyik meccsét komoly atrocitások követték: "egy szurkoló meghalt, nyolc drukker és tizenegy rendőr pedig kisebb-nagyobb sérüléseket szenvedett abban a rendbontásban, amely egy bosnyák labdarúgó bajnoki mérkőzés után tört ki Zenicában."

## Gazdaság
A Trák-Macedón-masszívumon elhelyezkedő Bosznia gazdag nemesfémekben, így az ország központjában fekvő Zenicában a 20. században hatalmas vasgyárat építettek.

## Ismert emberek
- Itt született 1960-ban Semir Osmanagić, a visokoi piramisok kutatója.
- Itt halt meg 1891-ben Tauffer Emil börtönügyi szakíró.

## Testvérvárosai
- Németország, Gelsenkirchen
- Magyarország, Zalaegerszeg
- Románia, Vajdahunyad
- Szlovénia, Kranj